# Poiszk

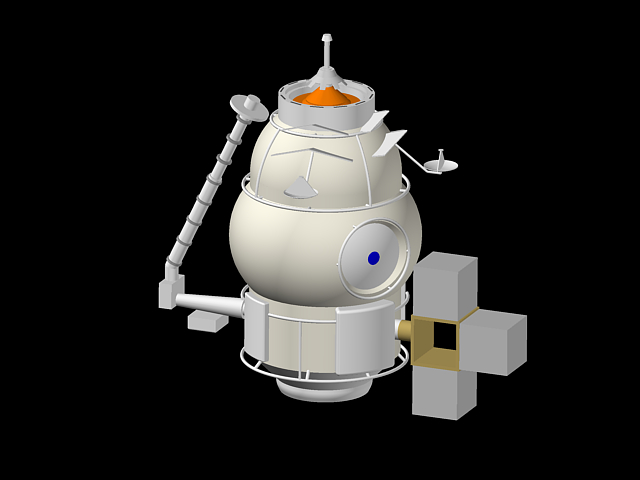
A Poiszk modul. Bal oldalán egy Sztrela robotkar, jobb oldalán külső kísérleti felszerelések láthatóak.

A Nemzetközi Űrállomás orosz részegységének tervezett második zsilipmodulja.
A modul 2009-ben a Poiszk (oroszul: Поиск), magyarul keresés nevet kapta.
A modul hivatalos megjelölése eredetileg oroszul SO-2, angolul Docking Compartment-2 (DC-2), magyarul: „dokkolómodul-2” volt. Az orosz fél 2008-ban változtatta meg az eredetileg használt elnevezést MRM-2-re (Mini Research Module-2)(magyarul: Mini kutatómodul-2).
A Poiszk a Pirsz modul továbbfejlesztett változata. Dokkolómodulként és űrsétazsilipként, továbbá külső felszerelések elhelyezésére egyaránt szolgálhat. Tervezett élettartama meghaladja a Pirsz modul eredetileg öt évre tervezett élettartamát.
A modult eredetileg a Mir-2 űrállomás fő űrsétazsilipjének tervezték.
Az egységet a Nemzetközi Űrállomás legelső tervei szerint az azóta törölt UDM egyik oldalsó dokkolójára tervezték kapcsolni. Az UDM modul törlése után törölték az indítását. Mivel azonban az űrállomás tervezett hatfős személyzetének fenntartásához 2009-től biztosítani kell egy további dokkolóhelyet, a leggyorsabb elérhető megoldásnak a Zvezda modul felső dokkolójára kapcsolt dokkolómodul bizonyult. Miután a Pirsz modul áthelyezését elvetették, újra tervbe vették a második dokkolómodult és megkezdték az építését.
A modult 2009 november 10-én indították Bajkonurból egy Szojuz hordozórakétával. A modult egy Progressz űrhajó módosított műszaki egysége juttatta fel, majd kapcsolta a Nemzetközi Űrállomás Zvezda moduljának felső dokkolójához, a törölt SPP egység tervezett helyére.
A modul külső felületén egy tartószerkezetet és egy Sztrela robotkart helyezhetnek el. A teleszkópos robotkar egy ember és felszerelések mozgatására képes az űrállomás orosz szegmensének elemei között. A tartószerkezeten kísérleti eszközök és egyéb felszerelések helyezhetők el.

## Adatok
- Tömeg: 3,6 tonna;
- Hossz: 4,9 méter; (hermetikus rész)
- Átmérő: 2,55 méter; (hermetikus rész)
- Térfogat: 13 köbméter; (hermetikus rész)

## Külső hivatkozások
- CONTRACT RELEASE : C07-18 NASA Extends Contract With Russia’s Federal Space Agency
- NASA Russian Segment 2010 image Archiválva 2012. november 2-i dátummal a Wayback Machine-ben